# Максвфілд (Мен)
Максвфілд (англ. Maxfield) — місто (англ. town) в США, в окрузі Пенобскот штату Мен. Населення — 89 осіб (2020).

## Демографія
Згідно з переписом 2010 року, у місті мешкало 97 осіб у 41 домогосподарстві у складі 26 родин. Було 61 помешкання
Расовий склад населення:
| - 91,8 % — білих - 4,1 % — корінних американців - 1,0 % — вихідців з тихоокеанських островів |

До двох чи більше рас належало 3,1 %. Частка іспаномовних становила 1,0 % від усіх жителів.
За віковим діапазоном населення розподілялося таким чином: 20,6 % — особи молодші 18 років, 61,9 % — особи у віці 18—64 років, 17,5 % — особи у віці 65 років та старші. Медіана віку мешканця становила 40,5 року. На 100 осіб жіночої статі у місті припадало 102,1 чоловіків;  на 100 жінок у віці від 18 років та старших — 87,8 чоловіків також старших 18 років.
Середній дохід на одне домашнє господарство  становив 37 687 доларів США (медіана — 32 344), а середній дохід на одну сім'ю — 42 169 доларів (медіана — 42 778). За межею бідності перебувало 23,8 % осіб, у тому числі 31,3 % дітей у віці до 18 років та 17,6 % осіб у віці 65 років та старших.
Цивільне працевлаштоване населення становило 43 особи. Основні галузі зайнятості: виробництво — 39,5 %, освіта, охорона здоров'я та соціальна допомога — 23,3 %, роздрібна торгівля — 11,6 %, публічна адміністрація — 11,6 %.